# Olivier Desclozeaux
 (janvier 2016).
Si vous disposez d'ouvrages ou d'articles de référence ou si vous connaissez des sites web de qualité traitant du thème abordé ici, merci de compléter l'article en donnant les références utiles à sa vérifiabilité et en les liant à la section « Notes et références ».
Olivier Desclozeaux (1732-1816) est un avocat mêlé aux suites de l'exécution de Louis XVI.

## Biographie
Pierre-Louis-Olivier Descloseaux est, avant la Révolution, avocat au Parlement de Paris. Il habite depuis 1789 au 48 rue d'Anjou à proximité du Cimetière de la Madeleine où sont inhumés les condamnés à mort exécutés de 1792 à l'été 1794.
Avec un petit groupe de fidèles royalistes il note jour par jour l'identité des 1343 défunts et en tient registre. Il s'efforce de mémoriser également l'endroit précis où sont enterrés les principaux d'entre eux, particulièrement Louis XVI et Marie Antoinette.  Ce repérage est difficile car il y a des murs autour de la parcelle. 
Il avait circonscrit approximativement l’endroit où reposaient les corps et fit plus tard entourer le carré d’une charmille avec deux saules pleureurs et des cyprès, dans le souci de sauvegarder les dépouilles du couple royal et des autres inhumés dans le cimetière.
En 1796 le terrain du cimetière fut vendu à un menuisier, Isaac Jacot. Celui-ci fit faillite et en 1802 le bien mis aux enchères par le tribunal. Desclozeaux s'en porta acquéreur et fit procéder à des travaux de consolidation des murs. 
Ultérieurement il vendit le terrain à Louis XVIII qui y fit élever la Chapelle Louis XVI, située aujourd'hui près de l'actuel boulevard Haussmann à Paris. Il reçut une pension et l'Ordre de Saint-Michel.